# Nymphonidae
Esistono circa 175 specie di ninfonidi. Essi sono animali dal corpo esile, munito di una massiccia proboscide, e sono più attivi e mobili di altri ragni marini. La loro lunghezza si aggira tra 1 e 8 millimetri. I cheliceri, le due appendici anteriori, sono muniti di artigli. Sia i maschi sia le femmine hanno zampe, deputate a trasportare le uova, composte da 10 segmenti; alcuni possono portare masse di oltre 1000 uova. Possono avere dalle 4 alle 6 paia di normali arti locomotori. Questi ragni marini si cibano di invertebrati a corpo molle come idrozoi e briozoi. Molte specie abitano le acque profonde, benché alcune si rinvengano anche nelle acque basse vicino alle coste.